# Fotios Malleros
Fotios Malleros Kasimatis (Esmirna, 1914 - Santiago de Chile, 1986) fue un historiador, filólogo y profesor universitario griego, especialista en bizantinología que desarrolló su carrera académica principalmente en Chile.

## Trayectoria
Fotios Malleros estudió en la Universidad de Atenas graduándose allí como filólogo e historiador. Llegó a Chile en 1947 por invitación Juan Gómez Millas, entonces decano de la Facultad de Filosofía y Letras de la Universidad de Chile. Inicialmente ejerció la docencia en esa facultad, en el Instituto Pedagógico, impartiendo cursos sobre la lengua, historia y literatura griegas. Aunque en Chile ya existía, desde la época colonial, una notable dedicación académica en torno a temas clásicos, el estudio específico del Bizancio no había alcanzado la profundidad que logró con la obra y actividad académica de Malleros, quien dedicó su vida a la bizantinología, tanto a través de la publicación de libros y artículos especializados, como de trabajos de divulgación  y extensión, incluyendo conferencias y hasta programas de radiodifusión.
Su trabajo jugó un papel central para que se conocieran en Chile las principales obras de bizantinología publicadas en Europa y Estados Unidos, que hasta entonces eran prácticamente desconocidas en los círculos intelectuales chilenos.
La publicación de su libro El Imperio Bizantino, 395-1204, marcó un hito para la bizantinología lantinoamericana, ya que por primera vez se contaba con un manual de historia del Bizancio en español y publicado an América Latina. El libro se transformó en una obra didáctica estándar y fue reeditado en 1987.
Colaboró en 1953 en la realización del primer curso de extensión sobre el tema (bajo el título de «El Bizancio y la Cultura Occidental») en la Universidad Católica de Valparaíso y en 1958, a 500 años de la caída de Constantinopla, en la realización de la Primera Semana Bizantina.
En 1968, Fotios Malleros impulsó la creación del Centro de Estudios Griegos, Bizantinos y Neohelénicos de la Universidad de Chile.  Esta institución universitaria, que desde 1998 lleva oficialmente su nombre, recibe el patrocinio estatal de Grecia a través de un aporte anual para su financiamiento, aporte gestionado en el momento de su fundación por el mismo profesor Malleros y que se ha mantenido a través de cinco decenios. El centro, que cuenta con una biblioteca de varios miles de volúmenes, en su mayor parte en griego, ha editado varias obras sobre su área de estudios, además de publicar la revista Byzantion Nea Hellás.